# Kruškica
Kruškica (kruščica, 'zimzelen', lat. Pyrola), biljni rod vazdazelenih trajnica iz porodice vrjesovki, smješten u tribus Pyroloideae. Pripada mu 40 vrsta rasprostranjen po gotovo cijeloj Euroaziji i Sjevernoj Americi.
U Hrvatskoj rastu četiri vrste: srednja, mala, zelenkasta i okruglolisna kruščica

## Vrste
1. Pyrola alboreticulata Hayata
2. Pyrola alpina Andres
3. Pyrola americana G.Don
4. Pyrola angustifolia (Alef.) Hemsl.
5. Pyrola aphylla Sm.
6. Pyrola asarifolia Michx.
7. Pyrola atropurpurea Franch.
8. Pyrola calliantha Andres
9. Pyrola carpatica Holub & Krísa
10. Pyrola chlorantha Sw.
11. Pyrola chouana Chang Y.Yang
12. Pyrola corbierei H.Lév.
13. Pyrola crypta Jolles
14. Pyrola dahurica (Andres) Kom.
15. Pyrola decorata Andres
16. Pyrola dentata Sm.
17. Pyrola elegantula Andres
18. Pyrola elliptica Nutt.
19. Pyrola forrestiana Andres
20. Pyrola × graebneriana Seemen
21. Pyrola grandiflora Radius
22. Pyrola japonica Alef.
23. Pyrola macrocalyx Ohwi
24. Pyrola markonica Y.L.Chou & R.C.Zhou
25. Pyrola mattfeldiana Andres
26. Pyrola media Sw.
27. Pyrola minor L.
28. Pyrola morrisonensis (Hayata) Hayata
29. Pyrola nephrophylla (Andres) Andres
30. Pyrola norvegica Knaben
31. Pyrola picta Sm.
32. Pyrola renifolia Maxim.
33. Pyrola rotundifolia L.
34. Pyrola rugosa Andres
35. Pyrola shanxiensis Y.L.Chou & R.C.Zhou
36. Pyrola sororia Andres
37. Pyrola subaphylla Maxim.
38. Pyrola sumatrana Andres
39. Pyrola szechuanica Andres
40. Pyrola tschanbaischanica Y.L.Chou & Y.L.Chang
41. Pyrola xinjiangensis Y.L.Chou & R.C.Zhou

## Sinonimi
- Actinocyclus Klotzsch
- Amelia Alef.
- Braxilia Raf.
- Erxlebenia Opiz
- Thelaia Alef.